# Stupné
Stupné je naseljeno mjesto u okrugu Považská Bystrica u Trenčínskom kraju u Slovačkoj.

## Stanovništvo
| Godina:     | 1993. | 2003.   | 2013.   | 2023.   |
| ----------- | ----- | ------- | ------- | ------- |
| Broj ljudi: | 711   | 684     | 715     | 688     |
| Razlika:    |       | -3,79 % | +4,53 % | -3,77 % |

| Godina:     | 2022. | 2023. |
| ----------- | ----- | ----- |
| Broj ljudi: | 688   | 688   |
| Razlika:    |       | +0 %  |

Prema podatcima o broju stanovnika iz 2023. godine naselje je imalo 688 stanovnika.

## Vanjske poveznice
|  | Zajednički poslužitelj ima još gradiva o temi Stupné |

- Službena stranica naselja (sl.)